# Thomas J. Farnham
Thomas Jefferson Farnham (* 1804 in Vermont oder in Maine; † 13. September 1848 in San Francisco, Kalifornien) war US-amerikanischer Publizist, Politiker und Leiter einer Expedition in den US-amerikanischen Westen in der ersten Hälfte des 19. Jahrhunderts. Er hat sich um die Ausdehnung des Herrschaftsgebietes der USA auf das damals noch staatenlose Gebiet Oregon Country, auf das mexikanische Gebiet Oberkalifornien (Alta California) und auf die damals noch selbständigen Hawaii-Inseln bemüht.

## Kindheit und Jugend
Thomas J. Farnham wurde im Jahr 1804 in Neuengland geboren, entweder in Vermont oder auf dem Gebiet des späteren US-Bundesstaates Maine. Er besuchte die Phillips Academy, eine Highschool mit Internat in Andover, Massachusetts, nahe Boston.
Farnham zog nach Peoria (Illinois), wo er Rechtsanwalt wurde. Im Jahr 1836 heiratete er Eliza Woodson Burhams, (1815–1864), eine US-amerikanische Schriftstellerin und Aktivistin. Das Ehepaar hatte drei Kinder.

## Reisen
Im Jahr 1839 hörte Farnham einen Vortrag des christlichen Missionar Jason Lee über das Oregon Country. Lee warb um weitere Missionare, die seine methodistische Missionsstation im Willamette Valley in Oregon unterstützen sollten, von der aus Lee amerikanische Ureinwohner („Indianer“) zum Christentum bekehren wollte. Nach Lees Vortrag wurde Farnham „Captain“ einer 14-köpfigen bewaffneten Gruppe, die am 1. Mai 1839 von Peoria, Illinois, auf dem Santa Fe Trail und Oregon Trail ins Oregon Country aufbrach. Die Männer dieser Peoria Party bezeichneten sich selbst als „Oregon Dragoons“ (Oregon-Dragoner) und führten eine Flagge mit sich, auf der ihr Motto „Oregon oder das Grab“ („Oregon or the Grave“) stand. Ihr Ziel war das Zurückdrängen der Engländer und insbesondere der britischen Hudson Bay Company, die in großen Gebieten Nordamerikas als britische De-facto-Regierung wirkte. Ihr ideologischer Hintergrund war die „Manifest Destiny“-Doktrin.
Unterwegs kam es zu Streitigkeiten innerhalb der Gruppe, die sich daraufhin – nach Erreichen des Fort William bzw. von Bent’s Fort am Arkansas River – auflöste. Einige „Oregon-Dragoner“ kehrten um, Farnham zog mit nur vier Reisegefährten weiter. Die fünf Männer erreichten schließlich das Fort Vancouver am Columbia River. Über seine Abenteuer auf dem Oregon Trail schrieb Farnham das Buch „Travels in the Great Western Prairies, The Anahuac and Rocky Mountains, And in The Oregon Territory“, das im Jahr 1841 bei Killey & Lossing in Poughkeepsie, New York, erschien. Die Strapazen des Trecks beschrieb Farnham in einem an die Herausgeber Horace Greeley und Thomas McElrath gerichteten Leserbrief an die New York Tribune vom 19. Dezember 1848.
Die Besitzverhältnisse in Oregon Country bzw. in Columbia waren bis zum Oregon-Kompromiss von 1846 umstritten. Das Gebiet, das jeweils einen Teil der heutigen kanadischen Provinz British Columbia und der heutigen US-Bundesstaaten Montana und Wyoming sowie das gesamte Gebiet der heutigen US-Bundesstaaten Oregon, Washington und Idaho umfasste, wurde damals zugleich von Briten wie auch von US-Amerikanern kolonialisiert und wurde sowohl von Großbritannien als auch von den USA für sich beansprucht. Bei seinem Aufenthalt im Oregon Country verfasst Farnham eine Petition, in der er die US-amerikanische Bundesregierung dazu aufforderte, ihre Gesetzgebung und damit ihr Herrschaftsgebiet auf das Oregon Country auszudehnen und die dort siedelnden US-Amerikaner ihrem Schutz zu unterstellen. Diese Petition wurde von vielen US-amerikanischen Oregon-Siedlern unterzeichnet.
Bald darauf verließ Thomas Farnham die Siedlungen im Willamette Valley und schiffte sich zu den damaligen Sandwich-Inseln (den heutigen Hawaii-Inseln) ein. Offenbar war er als einer der ersten Gesandten des damaligen Königreichs Hawaii in Europa vorgesehen gewesen.
Nachdem daraus nichts wurde, kehrte er auf das amerikanische Festland nach Monterey (Kalifornien) zurück, die Hauptstadt der damaligen mexikanischen Provinz Oberkalifornien (Alta California). Im Jahr 1841 trug er dort zu der Befreiung einer Gruppe von etwa hundert Gefangenen bei, die aus US-Amerikanern, Briten und Californios unter der Führung des Pelzhändlers und Landbesitzers Isaac Graham (1800–1863) bestand. Die rund hundert Männer waren in eine Revolte zweier zeitweiliger Gouverneure der mexikanischen Provinz Nordkaliforniens – nämlich Juan Bautista Alvarado (Amtszeit: 1837–1842) und José Castro (Amtszeit: 29. September 1835 bis 1. Januar 1836) – gegen einen dritten Gouverneur Nordkaliforniens, nämlich gegen Nicolás Gutiérrez (Amtszeiten: 1. August 1836 bis 3. November 1836 und 2. Januar 1836 bis 3. Mai 1836) verwickelt gewesen. Nachdem diese Revolte erfolgreich war, also zur Absetzung Gutiérrez' geführt hatte, ließ Alvarado (also einer der beiden Anführer der Revolte) deren Teilnehmer im Jahr 1840 festnehmen, nach San Blas (Nayarit) verschiffen und von dort in ein Gefängnis nach Tepic bringen. Diese Festnahme führte zu diplomatischen Spannungen zwischen Mexiko, Großbritannien und den USA, die unter der Bezeichnung „Graham affair“ bekannt wurden. In diese Affäre schaltete sich Farnham ein, indem er nach San Blas reiste, wo er am 16. Mai 1840 eintraf und dann den gefangenen Putschisten nach Tepic nachreiste, die schließlich – auch auf Farnhams Betreiben – freigelassen wurden. Über diese Ereignisse schrieb Farnham einen romantisierenden Bericht.
Nach der Freilassung der Gefangenen reiste Farnham durch Mexiko nach New Orleans weiter. Noch im selben Jahr, 1841, zog er nach New York City, dann für kurze Zeit nach Wisconsin und weiter nach Alton (Illinois). Im Jahr 1846 zog er wieder nach Kalifornien, wo er am 13. September 1848 im Alter von nur 44 Jahren in San Francisco starb. Seine Witwe Eliza Farnham zog nach Santa Cruz (Kalifornien), wo sie als Sklavereigegnerin, frühe Feministin und Roman-Autorin bekannt wurde.
Der deutsche Schriftsteller Friedrich Gerstäcker (1816–1872) hat ein Buch von Thomas J. Farnham ins Deutsche übersetzt; die Übersetzung ist unter dem Titel „Wanderungen über die Felsengebirge in das Oregon-Gebiet“ von Thomas J. Farnham, Leipzig, Verlag Gustav Maier, 1846, erschienen.

## Werke

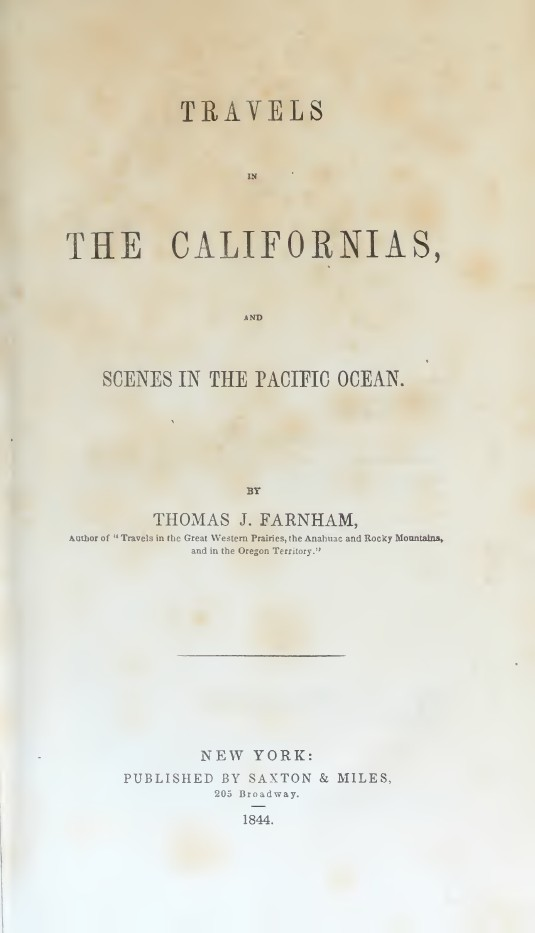
Travels in California, and Scenes in the Pacific (1844)

- „A Wagon Train Journal: Travels in the Great Western Prairies, the Anahuac and Rocky Mountains, and in the Oregon Territory“, 1839
- „Travels in Oregon Territory“, 1842
- „Travels in the great western prairies: the Anahuac and Rocky Mountains and in the Oregon territory“, Richard Bentley, London, 1843, https://archive.org/details/cihm_18377/page/n7 und https://archive.org/details/cihm_18378/page/n7 ; https://books.google.com/books?id=z3IBAAAAQAAJ sowie Greeley & McElrath, New York 1843, https://archive.org/details/cihm_16730/page/n7
- „Travels in the Californias, and Scenes in the Pacific Ocean“, Saxton & Miles, New York, 1844, https://archive.org/details/cihm_16683/page/n7
- „A Memoir of the Northwest Boundary-Line,“ 1845
- „Mexico, its Geography, People, and Institutions: with a map, containing the result of the latest explorations of Fremont, Wilkes, and others“, 1846. Landkarte „Mexico, Texas, & California“: https://www.raremaps.com/gallery/detail/46260/mexico-texas-california-by-thos-j-farnham-author-of-tra-farnham
- Thomas Jefferson Farnham (Autor), Friedrich Gerstäcker (Übersetzer ins Deutsche), „Wanderungen über die Felsengebirge in das Oregon-Gebiet“, Gustav Mayer, Leipzig, 1846, https://archive.org/details/cihm_16683/page/n7
- „History of Oregon territory: it being a demonstration of the title of these United States of North America to the same“, New York : W. Taylor; Boston : Saxton & Kelt, 1845, https://archive.org/details/cihm_18510/page/n7
- „The Oregon question“, London[?] 1844, https://archive.org/details/cihm_16729/page/n3
- „Life, adventures, and travels in California: to which are added the conquest of California, travels in Oregon, and history of the gold regions“, Nafis & Cornish, New York; St. Louis, Mo., 1850, https://archive.org/details/cihm_18293/page/n5 sowie: Sheldon, Lamport, and Blakeman, 1855, https://archive.org/details/cihm_18483/page/n5
- „The early days of California: embracing what I saw and heard there, with scenes in the Pacific“, 1859
- „Weston. The Forging of a Connecticut Town“, Canaan (New Hampshire): Published for the Weston Historical Society by Phoenix Pub., 1979 , https://archive.org/details/westonforgingofa00farn